# Цаконски език
Цаконският (на стандартен гръцки и на цаконски Τσακωνικά, Цаконика) е диалект на новогръцкия език говорен в областта Цакония на полуостров Пелопонес, Гърция, който е смятан от някои учени и за отделен гръцки език.

## Класификация и диалекти
Цаконският заедно с италианския гръцки диалект грико е единственият наследник на индоевропейския дорийски гръцки и за разлика от другите новогръцки диалекти не произхожда от Старогръцкото елинистическо койне. Смята се, че името цаконски е изкривяване на лаконски, макар и самите цаконци традиционно да не използват този етноним. Макар и често класифициран като новогръцки диалект, цаконският може да бъде смятан и за отделен език, тъй като другите новогръцки диалекти са с атически произход.
Цаконският се разделя на три диалекта – северен, южен и понтийски цаконски.

## Разпространение
Цаконски се говори в няколко планински градчета и села около Аргоския залив, макар в миналото да е говорен и по бреговете на Лакония, областта в която се намира Спарта (Лакедемон).

## Официален статут
Цаконският няма официален статут. На него са превеждани православни молитви и служби, но и в Цакония обикновено в църковната служба, както и навсякъде в Гърция се използва елинистическото койне.